# Mistrzostwa Europy w Lekkoatletyce 1946 – rzut dyskiem mężczyzn

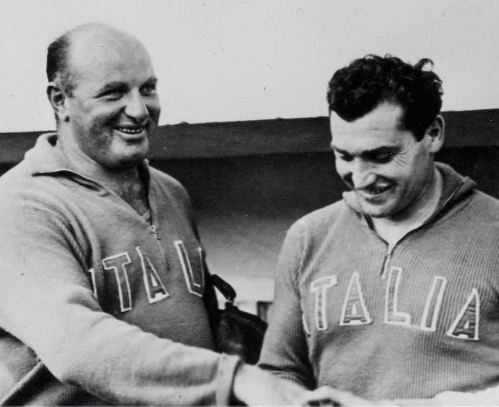
Giuseppe Tosi i Adolfo Consolini

Rzut dyskiem mężczyzn był jedną z konkurencji rozgrywanych podczas III Mistrzostw Europy w Oslo. Kwalifikacje i finał zostały rozegrane w sobotę, 24 sierpnia 1946 roku. Zwycięzcą tej konkurencji został Włoch Adolfo Consolini. W rywalizacji wzięło udział szesnastu zawodników z jedenastu reprezentacji.

## Rekordy
| Rekord świata     | Robert Fitch (USA)     | 54,93 | Minneapolis, Stany Zjednoczone | 08.06.1946 |
| Rekord Europy     | Adolfo Consolini (ITA) | 54,23 | Mediolan, Włochy               | 14.04.1946 |
| Rekord mistrzostw | Harald Andersson (SWE) | 50,38 | Turyn, Włochy                  | 08.09.1934 |

## Wyniki

### Kwalifikacje
| Miejsce | Zawodnik         | Wynik | Uwagi |
| ------- | ---------------- | ----- | ----- |
| 1       | Adolfo Consolini | 53,29 | CR, Q |
| 2       | Giuseppe Tosi    | 50,03 | Q     |
| 3       | Nikolaos Syllas  | 47,67 | Q     |
| 4       | Veikko Nyqvist   | 46,98 | Q     |
| 5       | Bengt Wikner     | 46,96 | Q     |
| 6       | Erik Westlin     | 46,47 | Q     |
| 7       | Stein Johnson    | 45,61 | Q     |
| 8       | Raymond Tissot   | 44,90 | Q     |
| 9       | René Bazennerie  | 44,72 |       |
| 10      | Danilo Žerjal    | 44,31 |       |
| 11      | Jaroslav Knotek  | 44,23 |       |
| 12      | Johan Nordby     | 43,33 |       |
| 13      | Jón Ólafsson     | 42,40 |       |
| 14      | Gunnar Huseby    | 41,74 |       |
| 15      | Roger Verhas     | 40,88 |       |
| 16      | Oskar Ospelt     | 38,35 |       |

### Finał
| Miejsce | Zawodnik         | Wynik |
| ------- | ---------------- | ----- |
| 1       | Adolfo Consolini | 53,23 |
| 2       | Giuseppe Tosi    | 50,39 |
| 3       | Veikko Nyqvist   | 48,14 |
| 4       | Nikolaos Syllas  | 47,96 |
| 5       | Stein Johnson    | 46,77 |
| 6       | Erik Westlin     | 45,65 |
| 7       | Bengt Wikner     | 44,57 |
| 8       | Raymond Tissot   | 44,11 |